# 26-та паралель південної широти
26-та паралель південної широти — лінія широти, що лежить на 26 градусів південніше земної екваторіальної площини. Вона проходить через Атлантичний океан, Африку, Індійський океан, Австралазію, Тихий океан та Південну Америку.

Через 26-ту паралель південної широти проходить кордон Південної Австралії з Північною Територією та Квінслендом

Через паралель утворює кордон Південної Австралії з Північною Територією та Квінслендом (між 138-мим| та 141-шим меридіанами західної довготи). Крім того, паралель проходить невеликою частиною кордону (приблизно 127 м завдовжки) між Західною Австралією та Північною Територією (в районі Кута Головних Геодезистів). Ця ділянка кордону виникла в 1920-х роках внаслідок неточності, пов'язаної з обмеженнями тогочасних геодезичних технологій. 

## Список географічних об'єктів, що перетинає 26° пд. ш.
Починаючи з Гринвіцького меридіану та рухаючись на схід, 26-та паралель південної широти проходить через:
| Координати                                                   | Країна, територія або море | Примітки |
| ------------------------------------------------------------ | -------------------------- | --- |
| 26°0′ пд. ш. 0°0′ сх. д. / 26.000° пд. ш. 0.000° сх. д.      | Атлантичний океан          | |
| 26°0′ пд. ш. 14°57′ сх. д. / 26.000° пд. ш. 14.950° сх. д.   | Намібія                    | |
| 26°0′ пд. ш. 20°0′ сх. д. / 26.000° пд. ш. 20.000° сх. д.    | ПАР                        | Північнокапська провінція |
| 26°0′ пд. ш. 20°49′ сх. д. / 26.000° пд. ш. 20.817° сх. д.   | Ботсвана                   | |
| 26°0′ пд. ш. 22°43′ сх. д. / 26.000° пд. ш. 22.717° сх. д.   | ПАР                        | Північно-Західна провінція Гаутенг — проходить північніше Йоганнесбурга Мпумаланга |
| 26°0′ пд. ш. 31°6′ сх. д. / 26.000° пд. ш. 31.100° сх. д.    | Есватіні                   | |
| 26°0′ пд. ш. 32°34′ сх. д. / 26.000° пд. ш. 32.567° сх. д.   | Мозамбік                   | |
| 26°0′ пд. ш. 32°34′ сх. д. / 26.000° пд. ш. 32.567° сх. д.   | Індійський океан           | Затока Мапуту — проходить південніше Мапуту, Мозамбік |
| 26°0′ пд. ш. 32°55′ сх. д. / 26.000° пд. ш. 32.917° сх. д.   | Мозамбік                   | Проходить через острів Іньяка[en] |
| 26°0′ пд. ш. 32°59′ сх. д. / 26.000° пд. ш. 32.983° сх. д.   | Індійський океан           | |
| 26°0′ пд. ш. 113°6′ сх. д. / 26.000° пд. ш. 113.100° сх. д.  | Австралія                  | Західна Австралія — проходить через острів Дерк-Хартог |
| 26°0′ пд. ш. 113°11′ сх. д. / 26.000° пд. ш. 113.183° сх. д. | Затока Шарк                | |
| 26°0′ пд. ш. 113°33′ сх. д. / 26.000° пд. ш. 113.550° сх. д. | Австралія                  | Західна Австралія — проходить через півострів Перон[en] |
| 26°0′ пд. ш. 113°43′ сх. д. / 26.000° пд. ш. 113.717° сх. д. | Затока Шарк                | Бухта Л'Гарідон[en] |
| 26°0′ пд. ш. 113°52′ сх. д. / 26.000° пд. ш. 113.867° сх. д. | Австралія                  | Західна Австралія — проходить через півострів Перон[en] |
| 26°0′ пд. ш. 113°54′ сх. д. / 26.000° пд. ш. 113.900° сх. д. | Затока Шарк                | Лиман Гамелін |
| 26°0′ пд. ш. 114°11′ сх. д. / 26.000° пд. ш. 114.183° сх. д. | Австралія                  | Західна Австралія Є кордоном Західної Австралії з Північною Територією — приблизно на 127 м Є кордоном Північної Території з Південною Австралією Є кордоном Південної Австралії з Квінслендом Квінсленд |
| 26°0′ пд. ш. 153°9′ сх. д. / 26.000° пд. ш. 153.150° сх. д.  | Коралове море              | |
| 26°0′ пд. ш. 163°44′ сх. д. / 26.000° пд. ш. 163.733° сх. д. | Тихий океан                | |
| 26°0′ пд. ш. 70°38′ зх. д. / 26.000° пд. ш. 70.633° зх. д.   | Чилі                       | Антофагаста — приблизно на 11 км Атакама |
| 26°0′ пд. ш. 68°26′ зх. д. / 26.000° пд. ш. 68.433° зх. д.   | Аргентина                  | |
| 26°0′ пд. ш. 57°51′ зх. д. / 26.000° пд. ш. 57.850° зх. д.   | Парагвай                   | |
| 26°0′ пд. ш. 54°41′ зх. д. / 26.000° пд. ш. 54.683° зх. д.   | Аргентина                  | |
| 26°0′ пд. ш. 53°48′ зх. д. / 26.000° пд. ш. 53.800° зх. д.   | Бразилія                   | Парана Санта-Катарина |
| 26°0′ пд. ш. 48°36′ зх. д. / 26.000° пд. ш. 48.600° зх. д.   | Атлантичний океан          | |